# Jana Hybášková
Jana Hybášková, née le 26 juin 1965 à Prague en République tchèque, est une femme politique et diplomate tchèque. Elle est membre du Parlement européen de 2004 à 2009 pour le parti Démocrates européens, qui fait partie au niveau européen du Parti populaire européen. Elle est aussi ambassadrice de l'Union européenne en Irak de 2011 à 2015, et en Namibie entre 2015 et 2019. Elle préside le Parti démocrate européen de 2008 à 2010.

## Biographie
Hybášková est diplômée en arabe de l'Université Charles, université dans laquelle elle obtient en 1989 un doctorat de la Faculté de philosophie et des arts. Elle travaille ensuite au ministère des Affaires étrangères de la Tchécoslovaquie puis de la République tchèque de 1991 à 1997. Elle est l'ambassadrice tchèque en Slovénie de 1997 à 2001, puis brièvement conseillère du secrétaire d'État aux Affaires européennes, avant de devenir ambassadrice au Qatar et au Koweït entre 2002 et 2004.
En tant que députée européenne, elle est membre de la commission des affaires étrangères, de la commission des budgets et de la commission du développement. Elle est aussi présidente de la délégation européenne pour les relations avec Israël.
Elle est l'une des signataires à l'origine de la Déclaration de Prague sur la conscience européenne et le communisme et co-organisatrice (avec le sénateur tchèque Martin Mejstřík) de la conférence qui l'a précédée. Elle fait partie des députés européens à l'origine de la résolution du Parlement européen du 2 avril 2009 sur la conscience européenne et le totalitarisme.